# Spinilabochilus
Spinilabochilus  (лат.) — род одиночных ос (Eumeninae). 2 вида.

## Распространение
Казахстан, Туркмения. Для СССР указывались 2 вида.

## Описание
Мелкие (менее 1 см) одиночные осы. Жвалы короткие и массивные. Нижнегубные щупики в длинных редких волосках. Наличник очень короткий и широкий. Заднещитик с закруглённым задним краем. Вертлуги задних ног сзади изнутри остроребристые.

## Классификация
2 вида.
- Spinilabochilus deserticola (Kost., 1952)
- Spinilabochilus turcmenicus Kurzenko, 1981typus